# Saunakallio järnvägsstation
Saunakallio järnvägsstation (Sau, finska Saunakallion rautatieasema) är en järnvägsstation i Träskända i stadsdelen Saunakallio. Den ligger mellan stationerna Träskända och Purola. Avståndet från Helsingfors järnvägsstation är cirka 39 kilometer. Vid stationen stannar närtrafikens tåg R och T (Helsingfors–Riihimäki och Helsingfors–Tammerfors).